# 1963 en Italie
Chronologie de l'Italie
- 1959
- 1960
- 1961
- 1962
- 1963
- 1964
- 1965
- 1966
- 1967

Cette page concerne l'année 1963 du calendrier grégorien en Italie.

## Événements

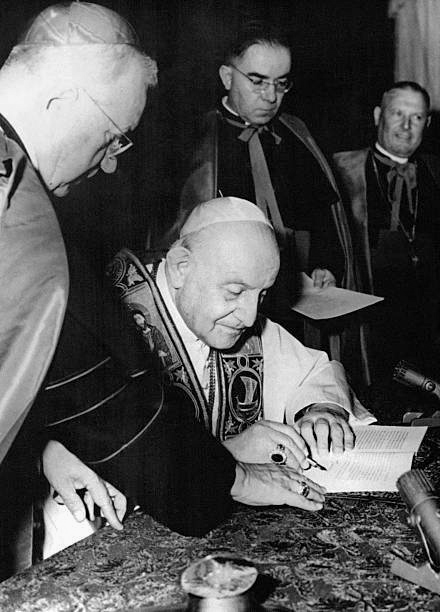
Le pape Jean XXIII signant l'encyclique Pacem in Terris le 9 avril 1963 au Vatican.

- 11 avril : encyclique Pacem in Terris de Jean XXIII, première encyclique adressée à « tous les hommes de bonne volonté ». Elle condamne la notion de guerre juste et insiste : la paix n’est pas possible sans justice sociale parmi les hommes[1].

- 28 avril : élections générales ; La Démocratie chrétienne perd du terrain[2] (38,3 % des voix au lieu de 42,4 %) tandis que le PCI passe de 22,7 % en 1958 à 25,3 %. Le PSI obtient 13,8 % des voix.

- 9 juin : élections régionales en Sicile[3].
- 16 juin : ouverture de la IVe législature de la République italienne[4].
- 21 juin :
  - démission du président du Conseil Amintore Fanfani. Appelé à former un gouvernement à participation socialiste, Aldo Moro renonce à cause des dissensions qui se manifestent au sein du comité central du PS. Il est remplacé par Giovanni Leone, qui assure la transition par un gouvernement DC homogène[4].
  - élection du pape Paul VI (Gian Battista Montini) (fin en 1978)[5]. Il représente la tendance médiane du concile Vatican II. Il accepte les innovations, mais entend aussi conserver les bases qui ont assuré la pérennité du catholicisme.
- 30 juin : attentat de Ciaculli. Un attentat à la voiture piégée échoue à éliminer le chef mafieux Salvatore Greco, mais tue sept carabiniers et militaires qui tentaient de désamorcer la bombe[6]. Fin de la première guerre de la mafia.

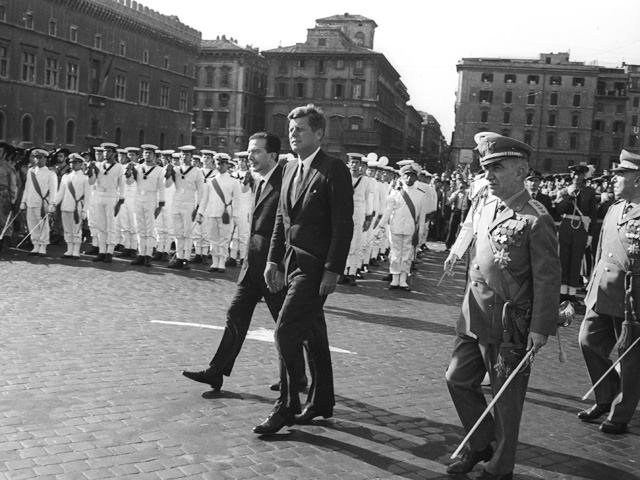
Visite d'État du président Kennedy à Rome.

- 1er  et 2 juillet : visite d'État du président américain John Fitzgerald Kennedy à Rome et à Naples[7].
- 6 juillet : la commission parlementaire antimafia se réunit à Rome pour la première fois. Début de la première offensive anti-Mafia[8].

- 10 septembre : un mandat d'arrêt est émis contre Bernardo Provenzano pour la tentative d'assassinat et association mafieuse. Il est arrêté en 2006, 43 ans plus tard[9].

- 9 octobre : la catastrophe du barrage du Vajont fait plus de 1 900 morts[10].
- 27 octobre : élections régionales en Vallée d'Aoste[11].
- 29 octobre : présentation au Salon de l'automobile de Turin de la Lamborghini 350 GTV, première automobile de la firme Automobili Lamborghini[12].

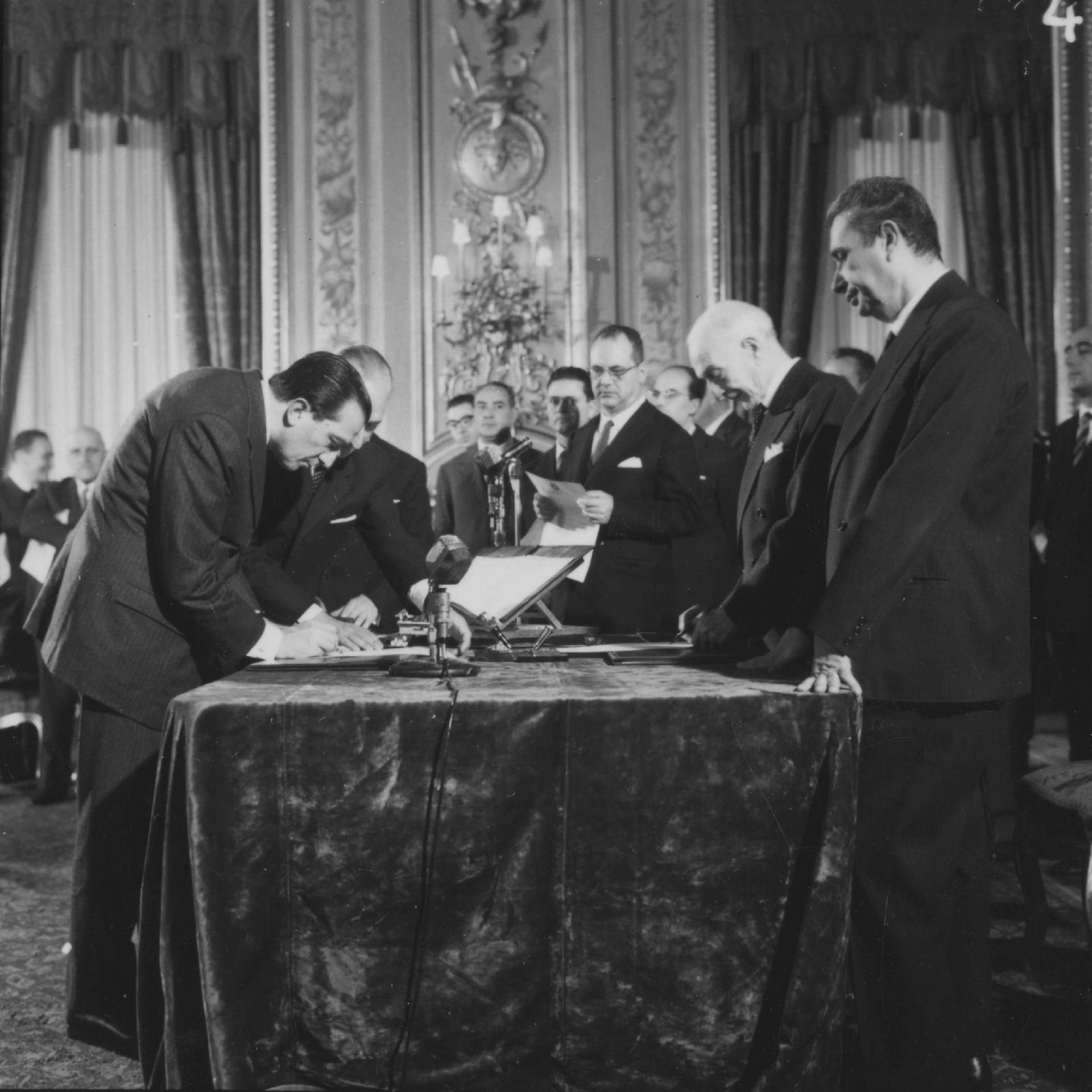
Le président Antonio Segni lors de la prestation de serment du gouvernement Aldo Moro.

- 4 décembre : le président du conseil Giovanni Leone démissionne pour permettre la formation par Aldo Moro d'un gouvernement de centre gauche dans lequel les socialistes acceptent d’entrer[4]. Pietro Nenni est vice-président du Conseil. La gauche du PSI menée par Lelio Basso et Vittorio Foa refuse la collaboration avec la DC et crée le parti socialiste italien d’unité prolétarienne en janvier 1964 (PSIUP). La droite de la DC menace de refuser l’investiture au gouvernement Moro. 
  - L'Osservatore Romano, organe du Vatican, met en garde les dirigeants contre toute scission de la Démocratie chrétienne[13]. L’unité est maintenue en apparence, mais la DC est en réalité divisée en neuf tendances antagonistes.
  - L’arrivée des socialistes au gouvernement provoque la fuite des capitaux de la bourgeoisie vers la Suisse[14], qui entraîne un sérieux déficit de la balance des paiements de 1961 à 1972.

- 51 817 000 habitants en Italie.
- Le PNB italien est de 23 669 milliards de lires, soit 138 % des 17 114 milliards de 1958.

## Culture

### Cinéma
- 28 juillet : 8e cérémonie des David di Donatello.
- Box-office Italie 1963-1964.

#### Autres films sortis en Italie en 1963
- 5 septembre  : Ciao, ciao Birdie (Bye Bye Birdie), film américain réalisé par George Sidney
- 25 septembre : Peau de banane, film franco-italien de Marcel Ophüls

#### Mostra de Venise
- Lion d'or pour le meilleur film : Main basse sur la ville (Le Mani sulla città) de Francesco Rosi
- Coupe Volpi pour la meilleure interprétation masculine : Albert Finney pour Tom Jones de Tony Richardson
- Coupe Volpi pour la meilleure interprétation féminine : Delphine Seyrig pour Muriel ou le Temps d'un retour d'Alain Resnais

### Littérature

#### Livres parus en 1963
- Italo Calvino : Marcovaldo.
- Vasco Pratolini : La costanza della ragione.

#### Prix et récompenses
- Prix Strega : Natalia Ginzburg, Lessico famigliare (Einaudi)
- Prix Bagutta : Ottiero Ottieri, La linea gotica, (Bompiani)
- Prix Campiello : Primo Levi, La tregua
- Prix Napoli : non décerné
- Prix Viareggio :
  - Carlo Ludovico Ragghianti, Mondrian e l'arte del XX secolo
  - Antonio Delfini (it), Racconti
  - Sergio Solmi, Scrittori negli anni

## Naissances en 1963
- 11 septembre : Donato Sabia, coureur de demi-fond, spécialiste du 800 mètres. († 7 avril 2020)

## Décès en 1963
- 18 février: Beppe Fenoglio, 40 ans, écrivain (°1er mars 1922)
- 9 mars : Paolo Paschetto, 78 ans, peintre, créateur de l'emblème de l'Italie, symbole adopté par la jeune République italienne le 5. (° 12 février 1885)
- 18 mars : Franco Giorgetti, 60 ans, coureur cycliste sur piste, champion olympique de poursuite par équipes aux Jeux olympiques de 1920 à Anvers. (° 13 octobre 1902)
- 6 mai : Luigi Almirante, 76 ans, acteur. (° 30 septembre 1886)
- 25 mai : Tommaso Boggio, 85 ans, mathématicien. (° 22 décembre 1877)